# 악령 (스타크래프트)
악령(영어:Specrte)은 스타크래프트 2 종족인 테란의 유닛이다. 병영에서 생산이 가능한 유닛이다.

## 특징
악령은 스타크래프트 2에서 새로이 추가된 유닛으로 스타크래프트 2의 캠페인과 협동전에서 사용가능하고 유령의 또다른 형태의 모습인 유닛이다. 악령의 영어 이름인 Spectre는 한글로 그대로 음역하면 스펙터가 된다. 유령의 한 분파가 되는 모습인 유닛이지만 유령에 비해서 더욱 강력한 마법 기술을 사용하는 유닛으로 생체 유닛에게만 통하는 스타크래프트 2의 유령이 가진 마법 기술인 부동 조준, 기계 유닛에게만 통하는 스타크래프트와 스타크래프트 리마스터에 등장하는 유령이 가진 마법 기술인 결박과는 달리 적의 속성에 관계없이 일정 시간동안 적을 기절시키는 마법 기술인 초음파 기절, 단일 대상에게 바로 200의 피해를 주는 마법 기술인 사이오닉 채찍을 사용하여 보다 강력한 마법 기술을 사용하는 유닛이 된다. 이외에 유령처럼 핵미사일을 투하하는 기능도 갖추고 있으며 일정 시간동안 어느 정도의 마나를 소비하여 자신을 은폐할 수 있는 마법 기술인 은폐, 그리고 아예 마나를 소비하지않고 영구 은폐까지 가능한 닉스급 은폐 모듈, 공격 중지, 무기 사용의 기능도 가지고 있어 매우 강력한 테란의 마법 유닛이 된다. 악령은 이런 장점이 있기 때문에 테란의 최종 테크 유낫들 중에서도 강력한 유닛이 되며 후반부의 바이오닉 테란에선 강력한 결정 병기가 된다. 악령을 생산하는데 필요한 자원, 인구수, 생산 시간은 광물:150, 가스:150, 인구수:2, 생산 시간:50초가 된다. 유닛의 능력치는 체력:80, 기본 방어력:0, 지대지와 지대공 공격력:15에 중장갑을 상대로는 20의 추가 피해를 주는 공격력을 가지고 있다. 악령을 생산하는데 필요한 선행 건물의 조건은 병영에 애드온된 기술실과 유령 사관학교가 요구된다. 같은 테크트리에서 나오는 유령과 조합하면 테란에선 강력한 마법 유닛의 조합을 만들 수 있으며 그래서 악령은 크루시오 공성 전차의 마법 지원 유닛으로도 활용이 된다.

## 같이 보기
- 스타크래프트
- 테란